# Plosovo
Plosovo – wieś w Słowenii, w gminie Velike Lašče. W 2018 roku liczyła 6 mieszkańców.